# فینال جام حذفی فوتبال انگلستان ۱۹۰۴
فینال جام حذفی فوتبال انگلستان ۱۹۰۴، رقابت پایانی جام حذفی فوتبال انگلستان در سال ۱۹۰۴ میلادی است که مابین دو تیم باشگاه فوتبال منچستر سیتی و باشگاه فوتبال بولتون در کریستال پالاس لندن برگزار شده‌است.
این مسابقه که در تاریخ ۲۳ آوریل ۱۹۰۴ انجام شده‌است با نتیجه ۱ بر ۰ به سود تیم باشگاه فوتبال منچستر سیتی به پایان رسید.